# Web of Stories
Web of Stories é uma coleção online de milhares de histórias em vídeo autobiográficas. O Web of Stories, originalmente conhecido como Science Archive, foi criado para registrar as histórias de vida de cientistas. Quando se expandiu para incluir a vida de autores, cineastas, artistas e outros, foi renomeado Peoples Archive, evoluindo finalmente para Web of Stories em 2008.
O sítio apresenta gravações em vídeo de uma ampla gama de líderes reconhecidos da nossa época contando suas histórias de vida. Entre os participantes, estão: os biólogos Francis Crick e James Watson, o físico John Wheeler, o neurologista Oliver Sacks, o editor de cinema Walter Murch e os autores Doris Lessing e Philip Roth, que estão entre os dezesseis ganhadores do Prêmio Nobel, dezenove membros da Royal Society, quatro ganhadores do Prêmio Pulitzer e três ganhadores do Óscar.
A Web of Stories tem sede em Londres.